# Hafen Augusta
Der Hafen Augusta (italienisch Porto di Augusta) liegt an der Ostküste Siziliens am Ionischen Meer. Er ist flächenmäßig der größte Flüssigguthafen Italiens sowie nach Tarent und La Spezia der drittgrößte Stützpunkt der italienischen Marine.

## Lage und Infrastruktur
Der Hafen liegt zwischen Catania im Norden und Syrakus im Süden an der Bucht von Augusta auf dem Gebiet der Gemeinden Augusta, Melilli und Priolo Gargallo, im weiteren Sinn erstreckt er sich bis zum Kap Santa Panagia bei Syrakus. Entlang der Bucht verläuft die Autobahn Catania-Syrakus, die Staatsstraße 114 und die Bahnstrecke Messina–Syrakus, über die der Hafen sehr gut angebunden ist. Rund 30 Kilometer nordwestlich befinden sich die Flughäfen Catania-Fontanarossa und Sigonella.
Die Altstadt von Augusta liegt im Norden der Bucht auf einer (Halb-)Insel, von deren Südspitze aus sich eine dreiteilige, insgesamt 6,5 km lange Hafenmole nach Süden und dann nach Westen erstreckt. Sie schützt als Wellenbrecher den Großteil der Bucht und den inneren Hafen im Norden. Haupteinfahrt in die so geschützte Bucht ist die Imboccatura di Levante im Osten, im Süden befindet sich die kleinere Einfahrt Imboccatura di Scirocco. Im südlichsten, jenseits der Mole gelegenen Abschnitt vor Priolo Gargallo bis zur Halbinsel Magnisi befinden sich weitere Anlagen, die sich weiter nach Süden bis Marina di Melilli und bis vor Santa Panagia hinziehen. Die von der Schifffahrt nutzbare Wasserfläche in der Bucht beläuft sich auf rund 2.300 Hektar, die Wassertiefe liegt zwischen 14 und 18 Meter. Charakteristisch für den Hafen sind die zahlreichen Löschbrücken vor dem Industriekomplex Augusta-Priolo und dessen Erdölraffinerien.
Es ist nicht möglich, den Hafen eindeutig in funktionale Bereiche zu unterteilen, vor allem weil sich zivile und militärische Anlagen entlang der Bucht abwechseln. Der kleine Handelshafen im Nordwesten ist eher ein Mehrzweckhafen und im mittleren Abschnitt der Bucht sind nicht alle Hafenanlagen ausschließlich für den Flüssiggutumschlag vorgesehen. Eine genauere Betrachtung kann entgegen dem Uhrzeigersinn im Norden bei der Altstadt von Augusta beginnen und im Süden der Bucht abschließen:
Am Ostufer der Halbinsel von Augusta wurde direkt am Ionischen Meer mit dem Bau des kleinen Yachthafens Porto Xifonio begonnen, dessen Name auf eine antike griechische Siedlung verweist. Der Bau dieser Anlage wurde wegen verschiedener Missstände mehrmals unterbrochen. Das Gebiet von Terravecchia an der Südspitze der Halbinsel gehört der italienischen Marine, die dort über Kasernen, einen Hubschrauberlandeplatz und kleine Hafenanlagen verfügt. Dort befindet sich das regionale Marinekommando für Sizilien und das Marinestützpunktkommando Augusta. An der Westseite der Halbinsel folgt entlang der Via Marina Ponente das sogenannte neue Hafenbecken (Darsena nuova) mit dem Hafenkapitänsamt und einem Stützpunkt der Küstenwache. Dort befinden sich auch Liegeplätze für Schlepper und für andere für den Hafenbetrieb notwendige Seefahrzeuge. In nördlicher Richtung folgen kleinere Bootsreparatur- und Handwerksbetriebe. Auf diesem alten Werftgelände wurde 1890 die Noé-Werft und 1942 die Tringali-Werft gegründet, die heute in anderen Bereichen der Bucht tätig sind. Es schließt der sogenannte Torpedobootshafen der Marine an, der nach dem 2006 in Augusta verstorbenen Militärhistoriker und (Marine-)Ingenieur Tullio Marcon benannt wurde. Dieser Hafenabschnitt wird heute vorwiegend von Patrouillenschiffen genutzt und dient auch als vorgeschobener Stützpunkt für andere Marineverbände. Der militärische Bereich wird unterbrochen von dem kleinen Fischereihafen Sant’Andrea. Ganz im Nordwesten der (Halb-)Insel befindet sich beim alten Hafenbecken (Darsena vecchia) das Marinearsenal Augusta. Es handelt sich um eine relativ kleine Einrichtung (ohne Trockendocks) für Schiffsreparaturen und zusätzlichen kleinen Liegeplätzen, auch für U-Boote. Auf dem Festland folgt der kleine Ölhafen der Firma Maxcom mit einer Löschbrücke und einem Tanklager und unmittelbar danach die Außenstelle Pantano Daniele des genannten Marinearsenals mit Anlegestellen für Schwimmdocks. Größere Schiffsreparaturen werden in diesen Docks durchgeführt, aus Rentabilitätsgründen auch für zivile Auftraggeber.
Ganz im Norden der Bucht von Augusta befinden sich Anlagen der Werft Cantiere Golden Bay, die auch als Bootsanlegestelle dienen. Der im Nordwesten der Bucht gelegene Wasserflugplatz Idroscalo Luigi Spagnolo wurde bis zum Zweiten Weltkrieg militärisch genutzt, die benachbarte große Luftschiffhalle ist heute eine Touristenattraktion. Noch zum nordwestlichen Abschnitt gehört der kleine Handelshafen Porto commerciale di Augusta an der Mündung des Mulinello. Auf dieser Betonplattform werden Stück- und feste Massengüter sowie Container umgeschlagen. Die Anlage dient auch als Fährhafen für Verbindungen mit dem italienischen Festland und mit Malta.
Bei Punta Cugno, genau gegenüber der Halbinsel von Augusta, beginnen die Löschbrücken und die dahinter gelegenen Raffinierieen und sonstigen Industrieanlagen. Ein Teil der Anlagen bei Punta Cugno gehört wiederum der italienischen Marine, die dort ein unterirdisches Tanklager unterhält, der Rest gehört den Unternehmen Esso Italiana und Sasoil sowie der Tringali-Werft. Im Herzen des Küstenabschnitts an der Bucht befinden sich inmitten der Industrieanlagen die Ruinen der antiken griechischen Kolonie Megara Hyblaea, nach der der Hafen von Augusta auch als Porto megarese bezeichnet wird. Südlich von Megara Hyblaea folgt ein Zementwerk von Buzzi Unicem und dann die sogenannte NATO-Pier Augusta. Diese militärische Einrichtung dient der Versorgung von Kriegsschiffen der NATO-Marinen, insbesondere mit Treibstoff und Munition. Die NATO-Pier ist über eine Pipeline mit dem einige hundert Meter entfernten unterirdischen Tanklager San Cusumano verbunden, von dem aus eine weitere Pipeline zum Militärflugplatz Sigonella führt. Etwas südlich von San Cusumanu befindet sich in dem Karsthöhlensystem von Sorciaro ein großes Munitionsdepot, das im Kalten Krieg auch als Sondermunitionslager für Kernwaffen diente. In der Nähe liegen auch die Marinefernmeldeeinrichtungen Palombara und Santa Panagia. Südlich der NATO-Pier liegen an der Priolo-Bucht diesseits und jenseits der Hafenmole weitere petrochemische Anlagen mit dazugehörigen Löschbrücken, insbesondere die der Unternehmen ERG-ISAB und Syndial.
Im Jahr 2005 belief sich der Güterumschlag in Augusta auf 32,6 Mio. Tonnen, zehn Jahre später waren es 26,3 Mio. Tonnen. Der Anteil der Flüssiggüter liegt regelmäßig bei über 95 Prozent.

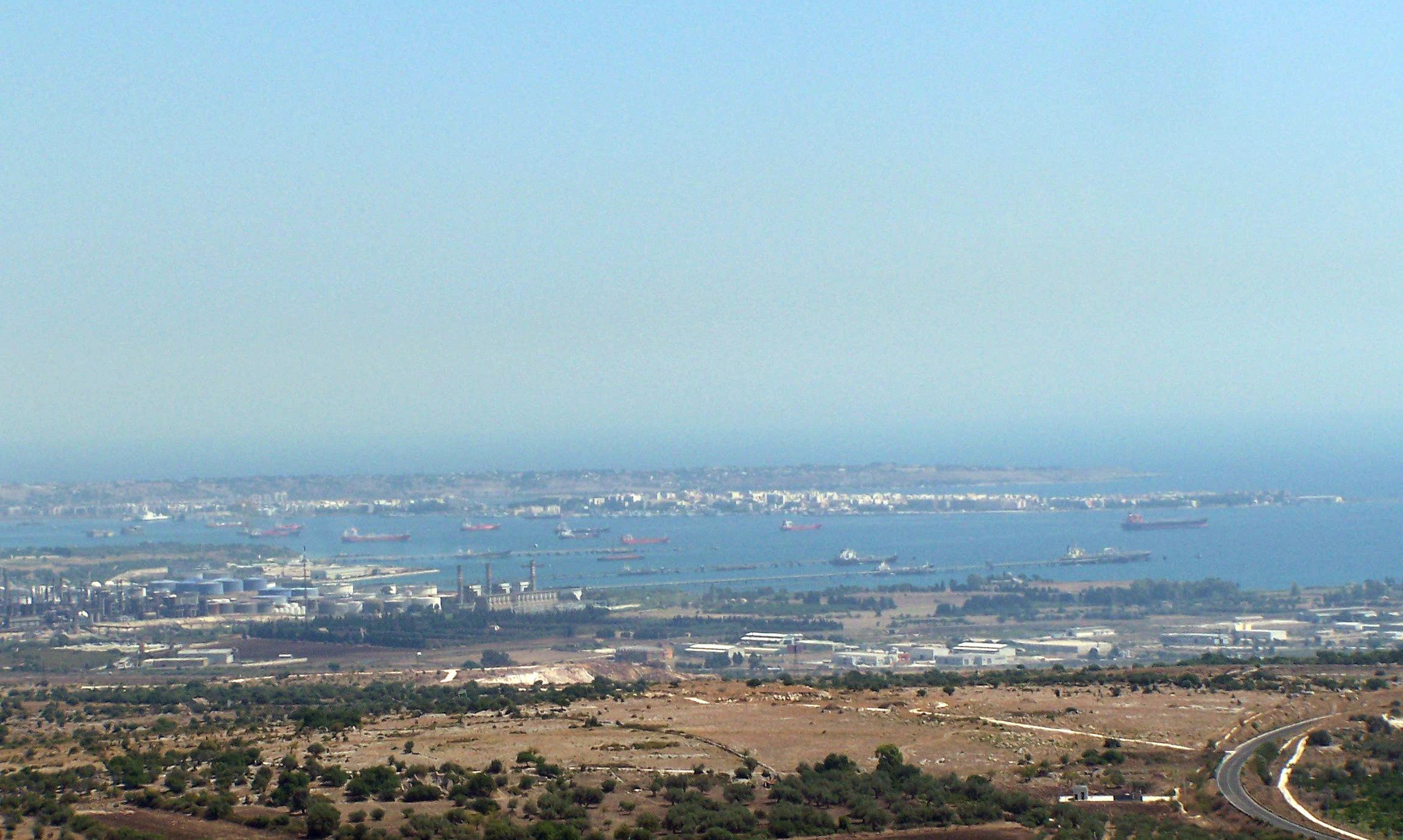
Bucht von Augusta
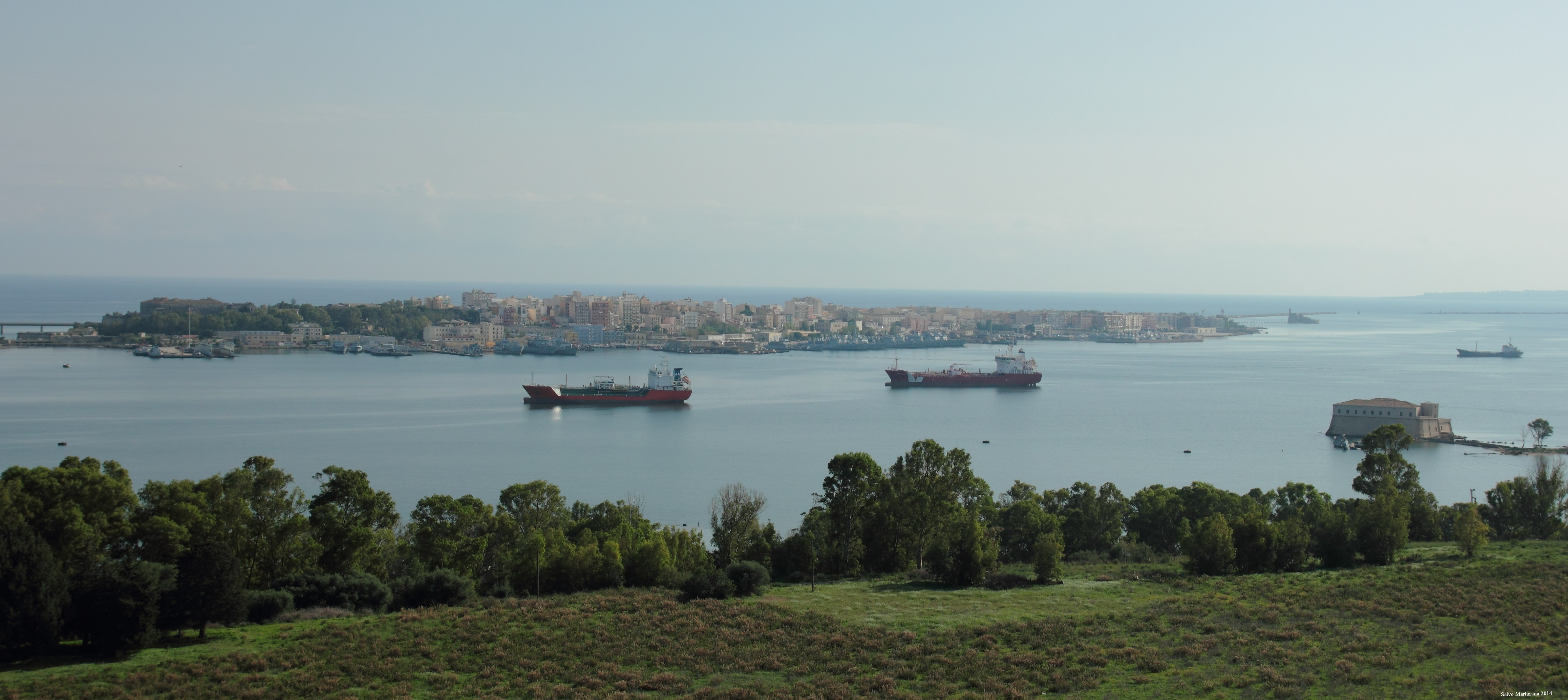
Augusta mit Torpedobootshafen und Arsenal in nördlicher Bucht
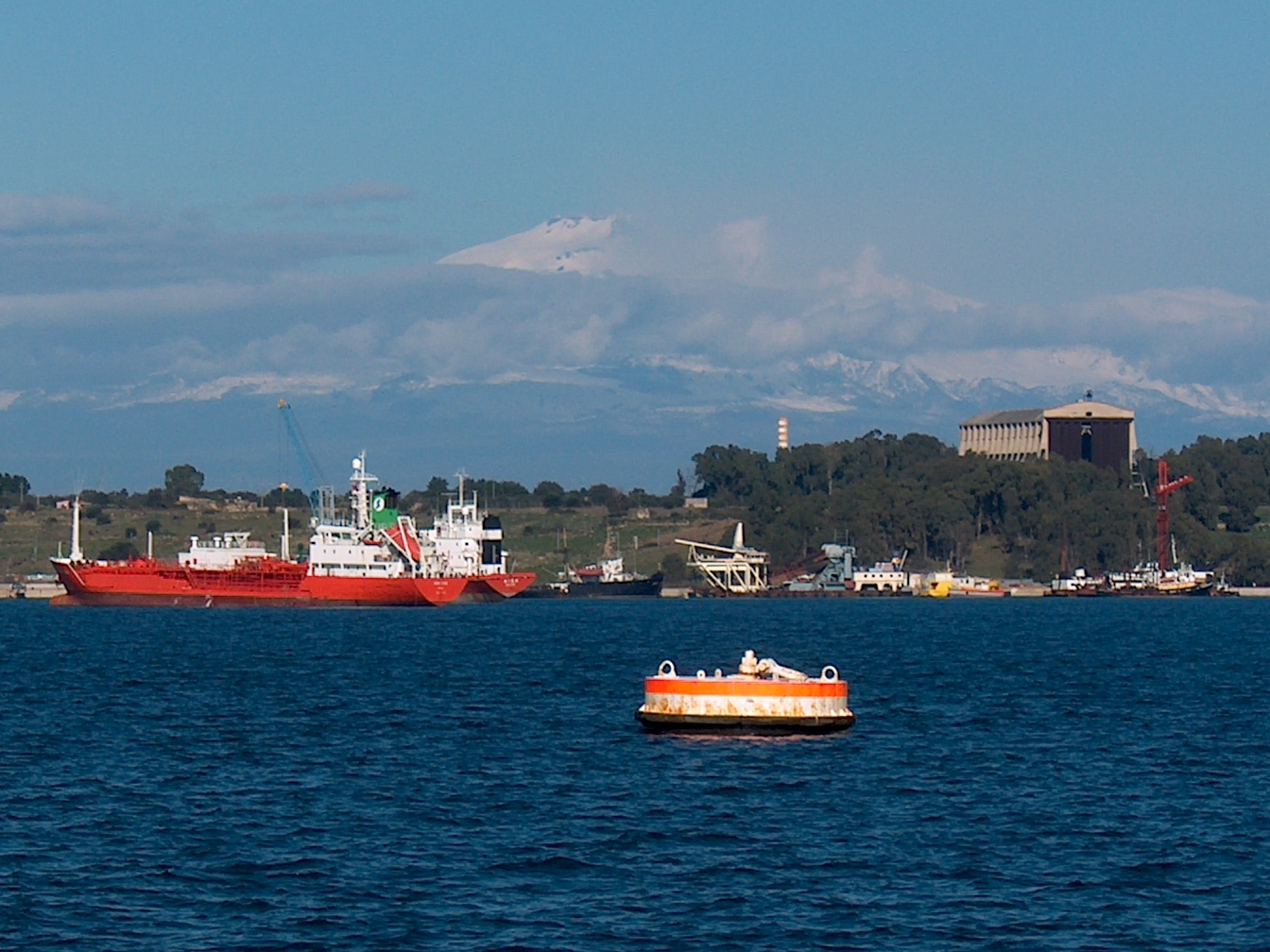
Nordwestlicher Abschnitt mit Luftschiffhalle, dahinter der Ätna
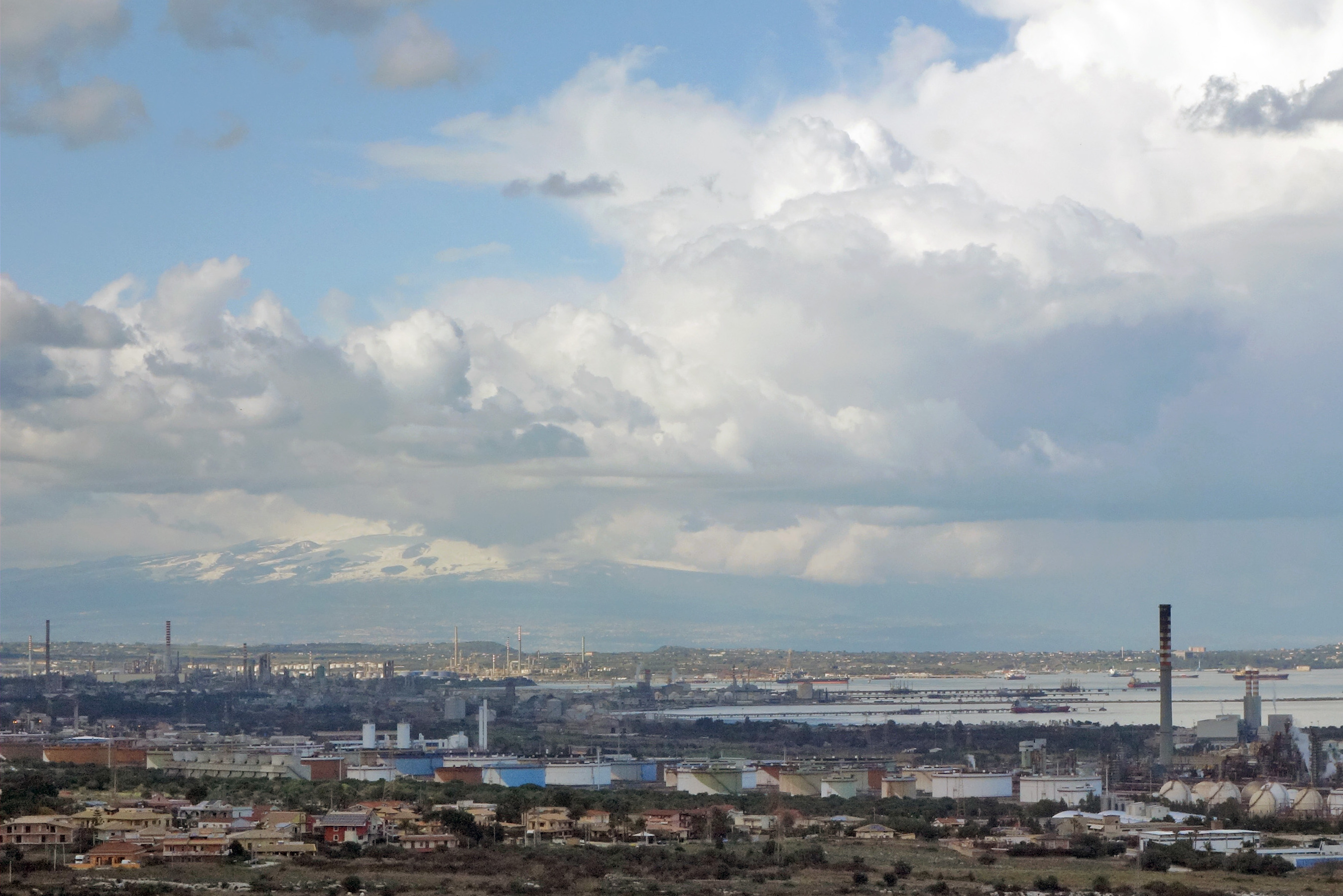
Industriekomplex Augusta-Priolo

## Geschichte

### Bis zum 19. Jahrhundert

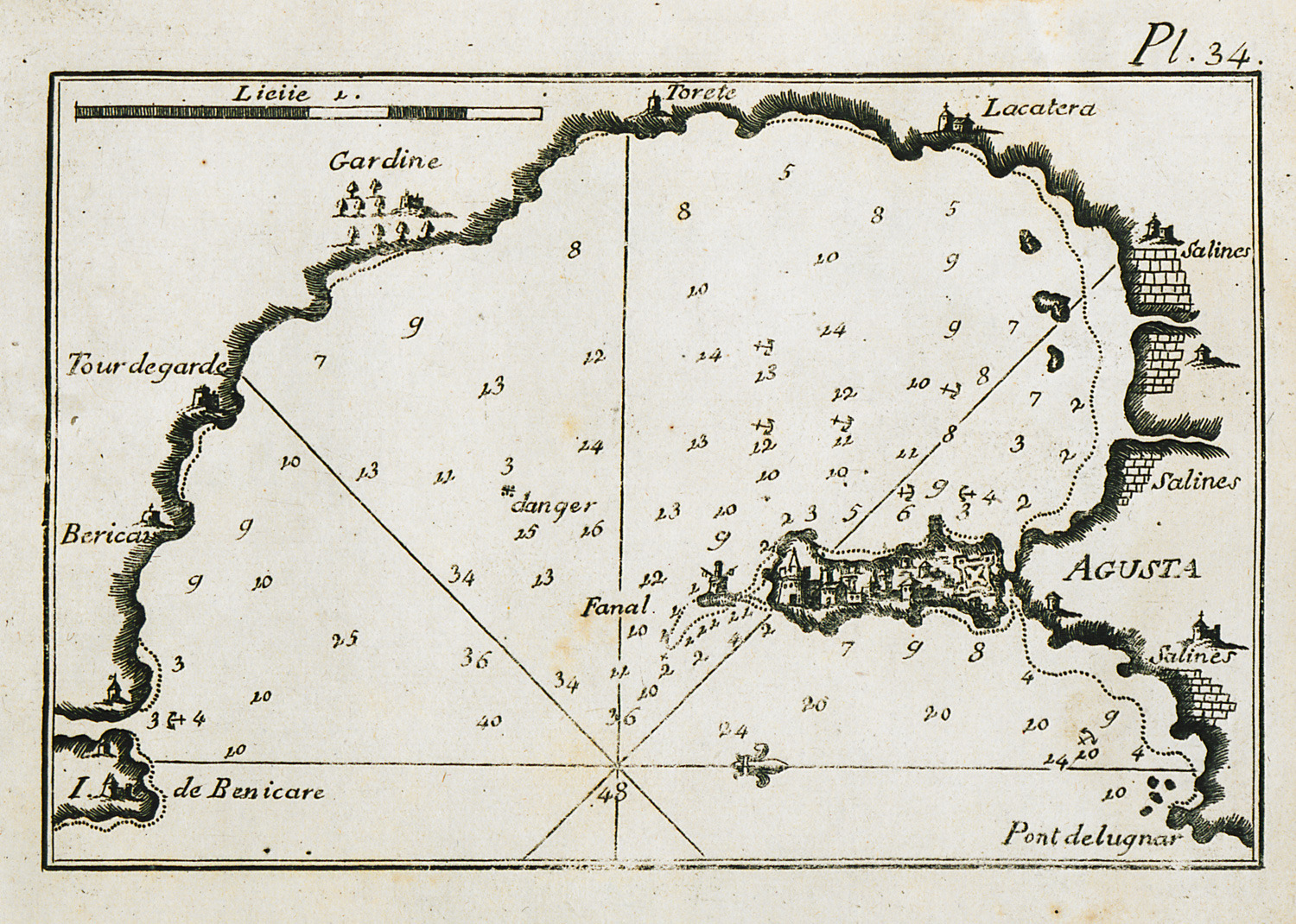
Bucht von Augusta, 1804 (Norden rechts)

Die antike Geschichte des Hafens lässt sich bis zur griechischen Kolonisation Siziliens zurückführen, insbesondere bis zur Gründung von Megara Hyblaea im Jahr 729 v. Chr. Die Stadt wurde zu einem Zentrum des Seehandels und geriet deswegen in einen Konkurrenzkampf mit dem benachbarten Syrakus, der 483 v. Chr. zur ersten Zerstörung von Megara Hyblaea führte. Knapp 150 Jahre später wieder aufgebaut, wurde sie im Zweiten Punischen Krieg von den Römern erneut zerstört. Bei den Ruinen von Xiphonia, einem ehemaligen Vorposten von Megara Hyblaea bei der heutigen Altstadt von Augusta, errichteten die Römer unter Kaiser Augustus eine neue Siedlung, die unbedeutend blieb und später von Barbaren und Sarazenen zerstört wurde.
Nach Wiederbelebungsversuchen der Normannen ließ Kaiser Friedrich II. vor Ort wegen dessen strategischer Bedeutung zwischen 1234 und 1236 eine neue Stadt anlegen, der er den kaiserlichen Ehrennamen Augusta Veneranda gab (später zu Agosta verballhornt). Nach der Stauferherrschaft fiel das Königreich Sizilien erst an das Haus Anjou, dann an die Krone von Aragonien und somit schließlich an Spanien. Wegen der andauernden Überfälle von Sarazenen, Türken und Barbaresken-Korsaren wurde Augusta befestigt und der Hafen ausgebaut. Zur Abwehr von seeseitigen Angriffen wurden auf kleinen Felsinseln drei Festungen errichtet: Etwa 500 Meter südlich der Südspitze der Halbinsel von Augusta die Torre Avalos zum Schutz der Hafeneinfahrt, und inmitten der nördlichen Bucht die beiden Festungen Garcia und Vittoria zur Verteidigung des (alten) Hafens, der heutigen Darsena vecchia im Bereich des Marinearsenals, den noch die Staufer angelegt hatten. Dort wurde die Halbinsel von Augusta durch einen Graben vom Festland abgetrennt. Den alten Isthmus ersetzte als Zugang eine Zugbrücke, die später von einer Steinbrücke abgelöst wurde. Der Graben und die daneben ausgebaute Festungsanlage schützten Augusta vor landseitigen Angriffen. Ab 1649 unterhielt der Malteser-Orden in Augusta für rund 150 Jahre größere Versorgungseinrichtungen, die einen bedeutenden Beitrag zur wirtschaftlichen und auch demografischen Entwicklung der Stadt leisteten. Während des Holländischen Krieges wurde Augusta 1675 von den Franzosen besetzt; im folgenden Jahr kam es vor der Bucht zur Seeschlacht bei Augusta zwischen Niederländern und Spaniern einerseits und Franzosen andererseits. Letztere zogen 1678 wieder ab. Am 11. Januar 1693 wurde Augusta durch ein Erdbeben verwüstet. Trotz des energischen Wiederaufbaus erholte sich die Stadt, die Anfang 1848 von einem weiteren Erdbeben heimgesucht wurde, bis zur Einigung Italiens nicht mehr. Im 18. und 19. Jahrhundert diente der Hafen hauptsächlich der Fischerei. Während der napoleonischen Besetzung des italienischen Festlandes überließen die neapolitanischen Bourbonen, die sich nach Sizilien zurückgezogen hatten, die Bucht von Augusta der britischen Mediterranean Fleet.

### Marinestützpunkt

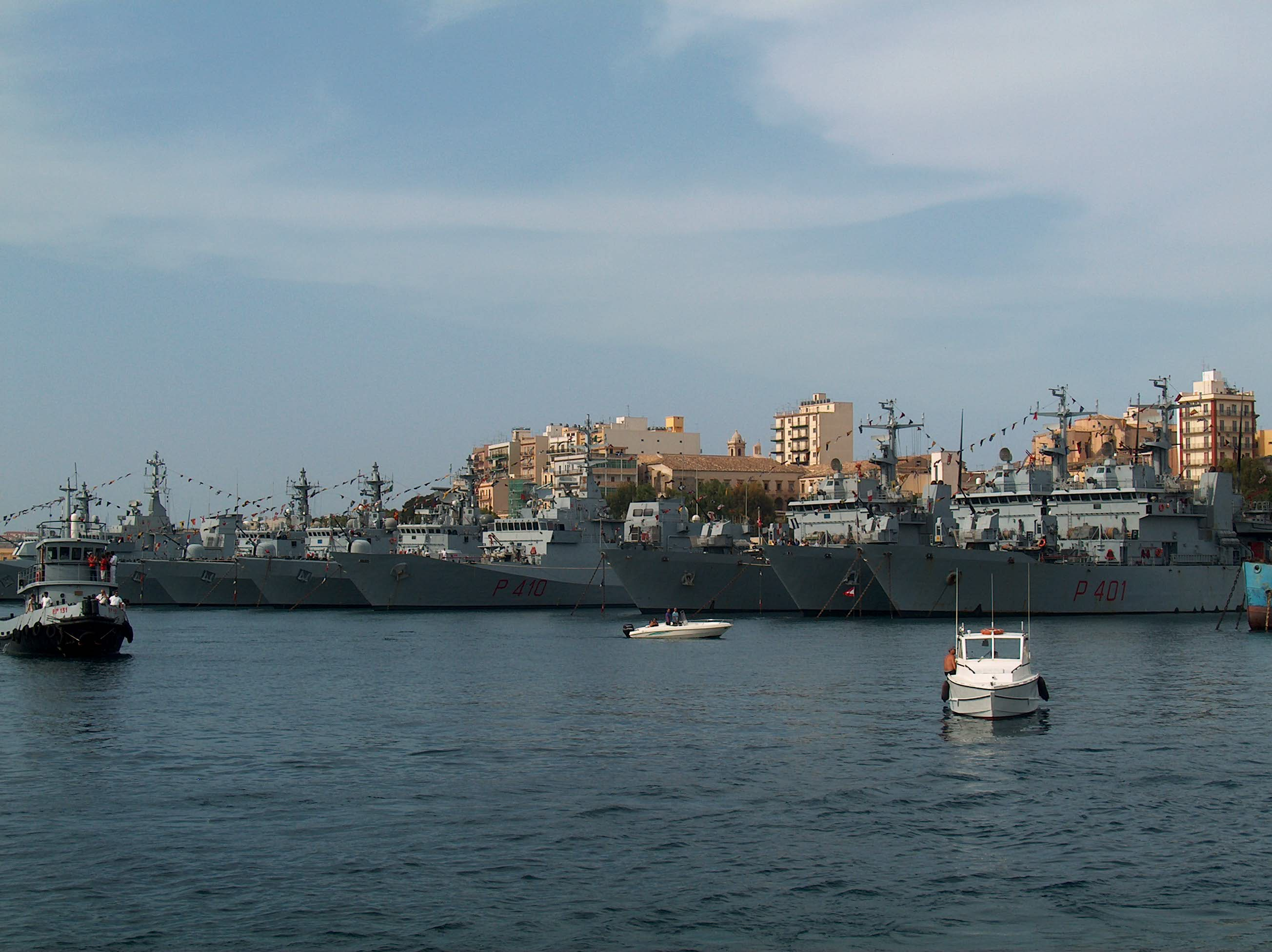
Offshore Patrol Vessels und Korvetten im Marinestützpunkt

Im Jahr 1860, während des italienischen Einigungsprozesses, befürwortete Ministerpräsident und Marineminister Cavour die Einrichtung eines Marinestützpunktes und eines Arsenals in Augusta. Der Bau dieser Anlagen unterblieb dort jedoch aus verschiedenen Gründen: Weil man die Kontrolle der Adria-Zugänge und des westlichen Mittelmeers für wichtiger hielt, gab man dem Bau der Marinestützpunkte in Tarent, La Spezia und La Maddalena den Vorzug. Darüber hinaus hielt man Augusta wegen seiner Lage für zu exponiert und, wegen mangelnder Infrastruktur, für zu isoliert, weswegen Augusta im weiteren Verlauf immer wieder in eine Art militärische Konkurrenz zum etwas weiter nördlich gelegenen Messina geriet. Ab 1896 nutzte die italienische Marine Augusta hauptsächlich als vorgeschobenen Logistikstützpunkt, insbesondere zur Versorgung von Kriegsschiffen mit Kohle.
Während des Ersten Weltkriegs, im November 1917, begann man im nordwestlichen Teil der Bucht mit dem Bau einer großen Luftschiffhalle. Die von dort aus operierenden Luftschiffe hatten die Aufgabe, U-Boote zu sichten, die sich Augusta und der Straße von Messina näherten. Der Bau der Halle wurde erst 1920 abgeschlossen, danach entstanden dort bis 1926 auch Anlagen eines Wasserflugplatzes, der bis zum Zweiten Weltkrieg militärisch und danach noch einige Jahre zivil genutzt wurde. Einen weiteren bedeutenden Wasserflugplatz gab es seinerzeit im benachbarten Syrakus.
Der Bau des Marinestützpunkts und des Arsenals begann 1934, nachdem man die Hafenmole fertiggestellt hatte. Wegen der genannten Gründe war der Stützpunkt in erster Linie für leichtere Einheiten wie Torpedoboote, U-Boote und Kleinkampfmittel vorgesehen, während man für größere Schiffe Messina vorzog. Im Zweiten Weltkrieg wurden die Häfen von Augusta und Syrakus 1941 zu einem festen Platz (Piazzaforte) erklärt und zur Abwehr von Angriffen von See und aus der Luft mit etlichen Küstengeschütz- (bis 381 mm) und Flugabwehr-Batterien ausgestattet. Gegen Angriffe von Landstreitkräften aus dem Hinterland waren die Stützpunkte weniger gesichert. Nachdem die Stadt Augusta am 13. Mai 1943 von alliierten Bombern in Schutt und Asche gelegt worden war, wurde der Hafen und seine Verteidigungsanlagen wenige Tage nach der Landung der Alliierten auf Sizilien (Operation Husky) aus dem britischen Brückenkopf zwischen Pachino und Avola heraus am 13. Juli 1943 eingenommen.
Wenige Monate nach dem Waffenstillstand von Cassibile richtete die italienische Marine wieder Dienststellen in Augusta ein, das bis 1947 wie der Rest des Landes von den Alliierten besetzt blieb. Bis 2002 blieb der Marinestützpunkt Augusta dem regionalen Marinekommando für Sizilien in Messina unterstellt, das dann nach Augusta umzog. Im Jahr 1951 wurde Augusta Sitz der Scuola di comando navale, die angehende Schiffskommandanten ausbildet, 1954 folgte eine U-Jagd-Schule. Am 1. August 1956 stellte man in Augusta-Terravecchia die erste Hubschrauber-Einheit (AB 47J) der neuen italienischen Marineflieger auf; sie verlegte einige Jahre später auf den Flughafen Catania-Fontanarossa. Das reaktivierte Marinearsenal Augustas wurde 1963 zu einer Außenstelle des Arsenals von Messina degradiert. Nachdem Augusta 1967 Sitz des Stabes der 4. Flottendivision geworden war, musste sie diesen zusammen mit der Scuola comando und der U-Jagd-Schule 1970 an Tarent abgeben. Im Gegenzug erhielt Augusta aus La Spezia das 2. U-Boot-Geschwader mit vier kleinen Booten der Toti-Klasse, die zusammen mit den Korvetten und leichten Fregatten der 4. Division lange Zeit den Marinestützpunkt prägten. Im Jahr 1983 kehrte die Scuola comando definitiv nach Augusta zurück und 1987 wurde das dortige Marinearsenal wieder autonom. In den 1990er Jahren wurde das 2. U-Boot-Geschwader aufgelöst und mit den in Augusta stationierten Korvetten und Patrouillenschiffen das Patrouillenkommando Comforpat gebildet. Bis heute dient Augusta hauptsächlich als Basis für die kleineren Schiffe von Comforpat und als logistischer Stützpunkt für andere Einheiten.

### Industriekomplex

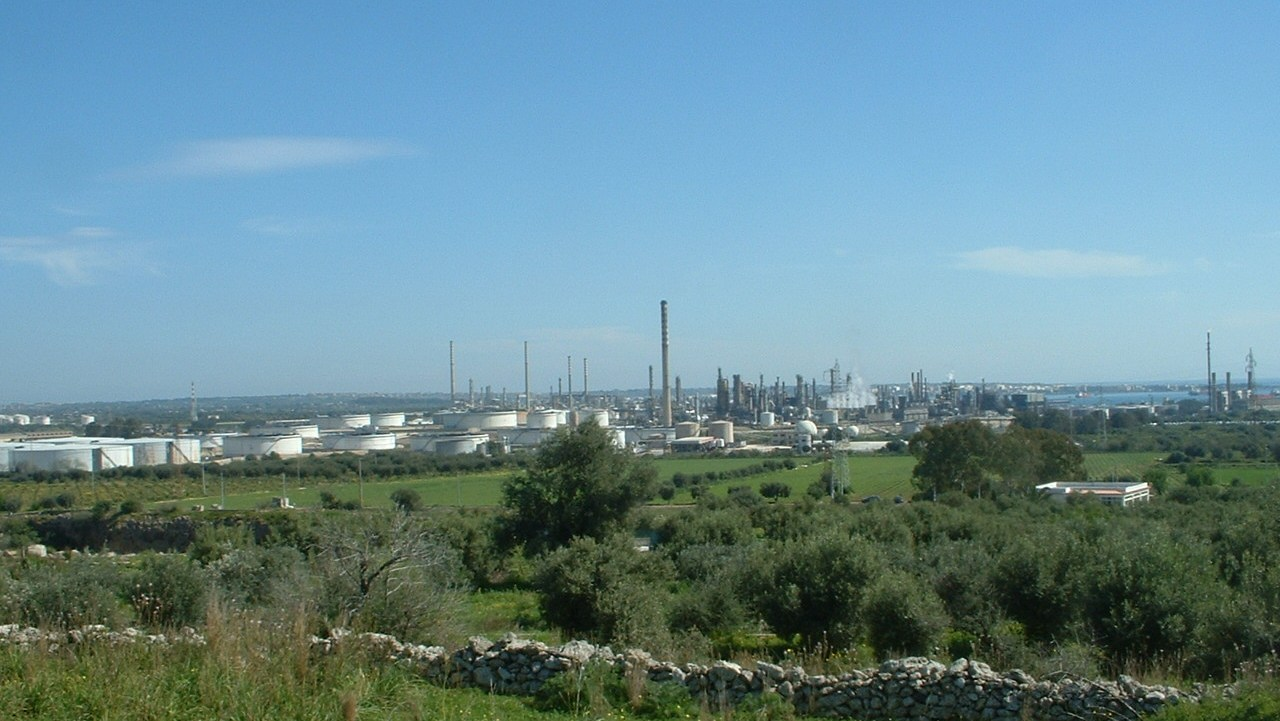
Industriekomplex Augusta-Priolo

Der Zweite Weltkrieg und die alliierte Invasion Siziliens verschlechterten die wirtschaftliche und soziale Lage Siziliens weiter. Ende 1944 leitete die italienische Regierung erste Maßnahmen zur Industrialisierung Siziliens ein, darunter einige finanzieller Art für den Bau von Raffinerien bei Augusta. Bereits vor dem Krieg hatte das Mineralölunternehmen Agip im Raum Ragusa nach Erdöl gebohrt, was 1946 von dem amerikanischen Unternehmen Gulf Oil fortgesetzt wurde. Weil man dort tatsächlich Öl fand und Sizilien auch an der Schifffahrtsroute zum ölreichen arabischen Raum lag, wurde 1949 bei Augusta von dem Unternehmer Angelo Moratti die Rasiom-Raffinerie errichtet. Es folgten weitere petrochemische Betriebe und andere Unternehmen, von denen etliche ihre Löschbrücken in die Bucht bauten. Die allgemeine Entwicklung des Hafens profitierte nicht nur hinsichtlich des Güterumschlags, sondern auch hinsichtlich der Werften, die unter anderem Bohrplattformen bauten, darunter Vega, die größte jemals in Italien gebaute Anlage dieser Art. Die Industrialisierung erfolgte in einem bis dahin landwirtschaftlich geprägten Gebiet, dessen Eigentümer ihren Grund für angemessene Preise und Beschäftigungszusagen in der Industrie gerne aufgaben. Auf die Umwelt, für deren Schutzbedürftigkeit es seinerzeit kein Bewusstsein gab, wurde keine Rücksicht genommen, mit zum Teil katastrophalen Folgen für die Gesundheit der Anwohner. Auf diese Weise wurden zwischen 1950 und 1970 etwa 20.000 Arbeitsplätze geschaffen. Ende der 1970er Jahre nahmen die Beschäftigungsmöglichkeiten vor Ort wegen der teilweisen Verlegung von Produktionsprozessen und zunehmender Automatisierung ab; eine Diversifizierung brachte nur begrenzte Abhilfe. Vor allem im Norden der Bucht hat sich wegen wirtschaftlicher Krisen und veränderter Wirtschaftstrukturen ein Schiffsfriedhof entwickelt, zu dem auch die italienische Marine mit außer Dienst gestellten Kriegsschiffen beigetragen hat. Während Letztere 2014 begann, ihre Wracks schrittweise zu entfernen, scheint es weiterhin sehr schwierig, aufgegebene Handelsschiffe und ihre Altlasten zu entsorgen, weil man deren Eigner nicht mehr habhaft werden kann. Ob und wie die Sanierungspläne für die Bucht umgesetzt werden, ist offen.